# Episinus juarezi
Episinus juarezi là một loài nhện trong họ Theridiidae.
Loài này thuộc chi Episinus. Episinus juarezi được Herbert Walter Levi miêu tả năm 1955.